# يان كون
يان كون هي كاتِبة وعالمة وراثة وشاعرة كندية، ولدت في 1952.